# Manifestations de la Fédération nationale catholique

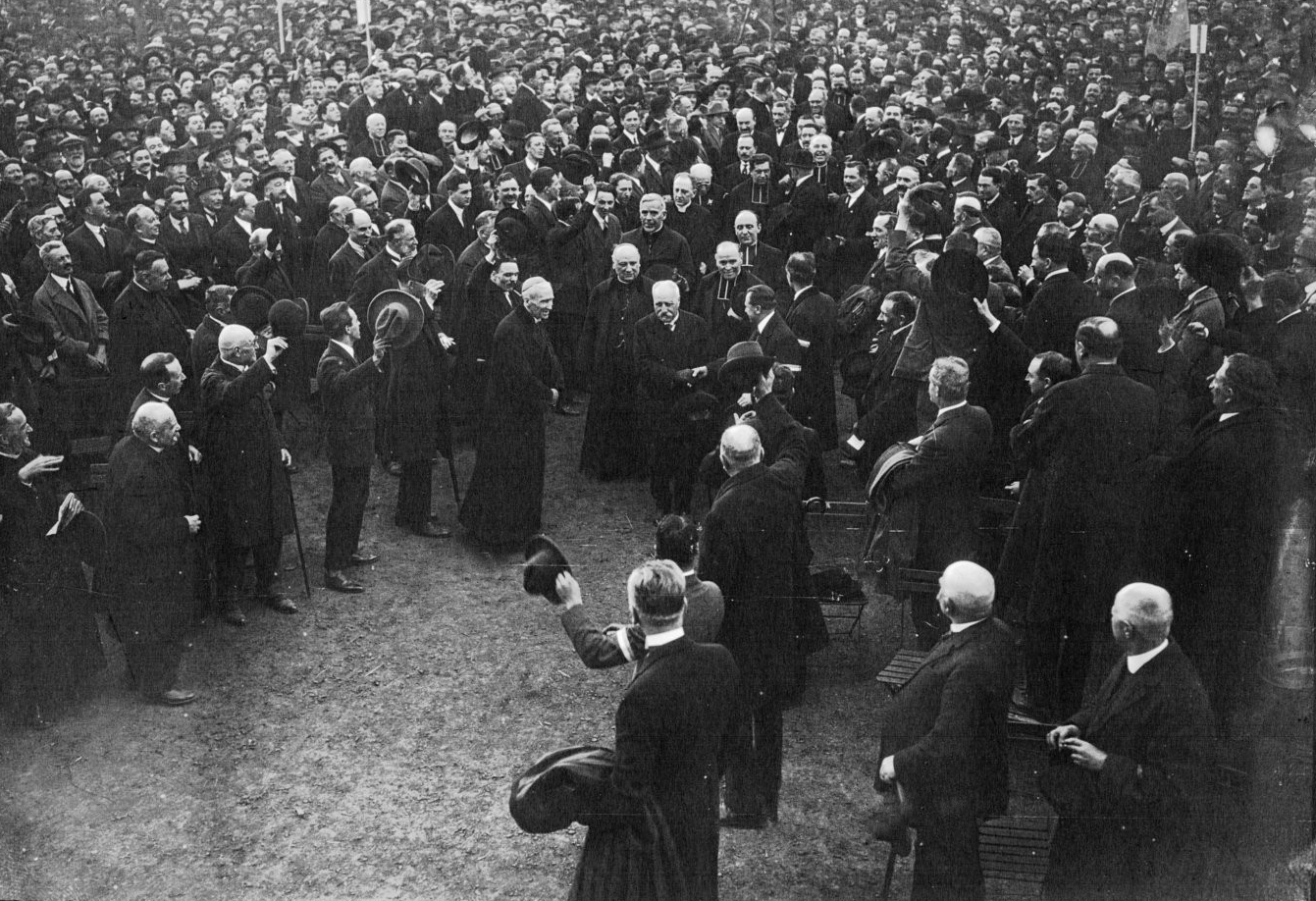
Le général de Castelnau arrivant à la manifestation de Nancy, le 5 avril 1926.

Les manifestations de la Fédération nationale catholique sont un ensemble d'actions menées sous l'égide de la Fédération nationale catholique (FNC) entre juin 1924 et fin 1927. S'opposant à la laïcité offensive du Cartel des gauches, elles cherchent à défendre les libertés religieuses des catholiques ainsi que l'ordre social chrétien.
Le 9 février 1925 à Marseille, deux militants sont tués à la sortie d'une réunion publique de la FNC par des communistes.

## Contexte politique

### La laïcisation de la République par les radicaux
À la suite de l'affaire Dreyfus et des élections législatives de 1902, le gouvernement français est dominé par les radicaux. Ces derniers font de l'anticléricalisme leur cheval de bataille et sont à l'origine de nombreuses lois de laïcisation de la société française, notamment la loi de 1904 sur les congrégations et la Loi de séparation des Églises et de l'État en 1905.

Cette rupture unilatérale du Concordat est fermement condamnée par le pape Pie X, d'autant plus que les radicaux avaient déjà montré leur hostilité à la papauté en rompant les relations diplomatiques entre la France et le Saint-Siège en 1904. Le 11 février 1906, par l'encyclique Vehementer nos, le Pape s'oppose à la Séparation qu'il juge dangereuse pour l'ordre surnaturel :

« Qu'il faille séparer l'État de l'Église, c'est une thèse absolument fausse, une très pernicieuse erreur. Fondée, en effet, sur ce principe que l'État ne doit reconnaître aucun culte religieux, elle est tout d'abord très gravement injurieuse pour Dieu, car le créateur de l'homme est aussi le fondateur des sociétés humaines et il les conserve dans l'existence comme il nous soutient.
Nous lui devons donc, non seulement un culte privé, mais un culte public et social, pour l'honorer. »

Les relations entre la Troisième République et les catholiques continuent de s'envenimer avec la Querelle des inventaires, qui voit notamment la chute du gouvernement Rouvier. En aout 1906, Pie X s'oppose à la constitution d'association cultuelles pour gérer les biens de l’Église, si bien que la loi du 2 janvier 1907 prononce l'expulsion des évêques, des curés et des séminaristes des palais épiscopaux, des presbytères et des séminaires.
La politique anticléricale prend fin à la veille de la Première Guerre mondiale et sera prohibée par l'Union sacrée. Des mesures de tolérance envers les congrégations religieuses sont mises en place par Louis Malvy et le député catholique Denys Cochin fait une entrée brève mais remarquée au gouvernement.

### Les élections de mai 1924
Les élections législatives de mai 1924 mettent aux prises la majorité du Bloc national, conduite par le Président de la République Alexandre Millerand, à une alliance entre les radicaux et les socialistes, le Cartel des gauches. Si le Bloc national entend continuer la politique d'apaisement avec les catholiques, le Cartel ne l'entend pas de cette oreille et présente un programme de laïcité militante, tandis que les candidats du Parti radical, pivot du Cartel, multiplient les professions de foi anticléricales. 
À noter que cette opposition nationale n'est pas reflétée de la même manière dans toutes les régions. En Bretagne par exemple, il n'y a pas de liste du Cartel, la SFIO et le Parti radical présentant des listes séparées. Quant aux listes catholiques, elles adoptent pour la plupart une position modérée vis-à-vis de la législation laïque, s’inscrivant dans la continuité du « second ralliement ». Seule se démarque à cet égard la liste de la seconde circonscription de Loire-Inférieure dont le chef, le royaliste Henri de La Ferronnays, réaffirme la nécessité de rendre à « Dieu la place qui lui revient dans nos institutions » et d’abroger les lois laïques, « triste héritage d’un régime qui n’a su que diviser et diminuer la France ».

### Le gouvernement Herriot
La victoire du Cartel des gauches au niveau national est ressentie comme une déflagration dans les milieux catholiques, et analysée comme une victoire de la franc-maçonnerie. Lorsque le Cartel obtient le 11 juin 1924 la démission du Président Alexandre Millerand, qui avait fait campagne pour la poursuite de l'Union sacrée et avait refusé de nommer Édouard Herriot à la présidence du Conseil, le dernier défenseur des catholiques est écarté du gouvernement. Dès lors, Édouard Herriot devient Président du Conseil le 15 juin 1924. Les opinions anticléricales de ce dernier sont connues ; ainsi dans Le Quotidien du 13 aout 1923, il avait ridiculisé le culte de sainte Thérèse de Lisieux en y voyant : « les saturnales religieuses de Lisieux, les prosternations collectives devant les tibias d'une pauvre fille », preuve des « conquêtes de la sottise ». Cette nomination a donc tout pour inquiéter les catholiques français.
Le 17 juin 1924, le premier gouvernement Herriot présente son programme et, en particulier, ses volontés en matière religieuse. Il annonce vouloir : 
- supprimer l'ambassade de France près le Saint-Siège (qui avait été rétablie en 1921 par le Bloc national) ;
- dissoudre et expulser les congrégations qui étaient revenues en France au cours de la Grande Guerre et immédiatement après, profitant de la tolérance gouvernementale intrinsèque à l'Union sacrée et mise en œuvre par Louis Malvy et ses successeurs ;
- l'application de la loi de Séparation à l'Alsace-Lorraine, en violation des promesses faites en 1919 à ces départements pour obtenir leur rattachement.

Pour les catholiques, c'est une véritable déclaration de guerre. Partant d'Alsace-Moselle, directement visée par les réformes du gouvernement, les protestations vont prendre de l'ampleur et se radicaliser. 

## Historique du mouvement

### Premières mobilisations
Le 4 août 1924 est créée la Ligue des Droits du religieux ancien combattant qui a pour mot d'ordre « Nous ne partirons pas ». En effet, pour les religieux catholiques, leur engagement dans la Grande Guerre, où beaucoup périssent ou sont blessés, les fait appartenir de plein droit à la société française ; de fait, le Cartel des gauches n'a aucun droit à expulser à nouveau les congrégations et à rejeter leurs membres au ban de la nation.
D'autres associations comme l'Association catholique de la jeunesse française — déjà existante — ou la Ligue nationale des droits des prêtres anciens combattants — créée pour l’occasion par l'abbé Bergey — participent aux protestations.
Le 8 octobre 1924 se tient la première grande manifestation : une assemblée des catholiques de Vendée qui prend place à La Roche sur Yon.

### Unification par la Fédération nationale catholique
Le besoin d'une direction unifiée s'étant fait sentir, l'Assemblée des cardinaux et archevêques de France demande en octobre 1924 au général de Castelnau, figure majeure du monde catholique et héros de la Première Guerre mondiale, de rassembler les catholiques de France dans un mouvement militant. Le général s'y emploie et très vite est mise en place la Fédération nationale catholique (FNC). Cette association, fondée le 8 novembre, va unir les militants catholiques et structurer les protestations qui ont lieu dans tout le pays, et plus particulièrement en Bretagne, en Vendée et en Alsace-Lorraine.
Le 10 décembre 1924, les catholiques de Tours se mobilisent sous la direction de leur archevêque Albert Nègre. Le 11 janvier 1925, les catholiques manifestent à Reims, le 14 janvier à Auxerre, et le 17 janvier à Lyon.
Le 17 janvier 1925, à Thonon-les-Bains, les jeunes catholiques prononcent le serment suivant : « Nous jurons de nous opposer par tous les moyens à l'expulsion des congrégations, jusqu'à l'effusion du sang s'il y a lieu. »

### Tragédie de Marseille
Le 9 février 1925, les militants catholiques Louis Vian et Ephrem Ville sont tués à Marseille. Les responsables de ces meurtres — ainsi que de nombreux autres blessés — sont des manifestants communistes qui les ont agressés à la sortie d'une réunion de la FNC. 
Le 18 février 1925, une messe solennelle est dite en leur mémoire par le cardinal Dubois dans l'église Notre-Dame-des-Champs, en présence de l'état-major de la Fédération nationale catholique. 
Lors du débat parlementaire du 20 mars, Anatole Biré, Alfred Oberkirch et Désiré Bouteille accusent Édouard Herriot d'être responsable de ces morts et justifient les déclarations d'une association catholique d'Angoulême qui déclarait le 11 février avoir « pour objet d'assurer l'ordre en face du désordre et, si le désordre s'arme et veut se faire sanglant, chacun aura dans sa poche sa légitime défense ».

### Manifestation de Nantes (1ermars1925)
Le 1er mars 1925, une grande manifestation se tient à Nantes et rassemble près de 80 000 personnes. En tête du cortège défilent Mgr Le Fer de La Motte, évêque de Nantes, Henri de La Ferronnays, député royaliste et président du Comité des droites, ainsi que tous les autres parlementaires catholiques de la Loire-Inférieure.
Le député Jean Le Cour-Grandmaison prononce devant les manifestants un discours où il rappelle les racines catholiques de la France, critique la tentative de substituer idéal laïque à l'idéal chrétien, et affirme avec force : « C'est parce que nous pensons que rien ne peut remplacer Dieu dans le système de la vie sociale, que ni comme catholiques, ni comme Français, nous ne pouvons accepter le principe de la laïcité ». Il le répètera en substance le 19 mars 1925 devant la Chambre des députés lors du débat sur la Déclaration sur les lois dites de laïcité.
Un ordre du jour est proposé à la foule et acclamé par elle.

### Manifestation d'Angers (8 mars 1925)

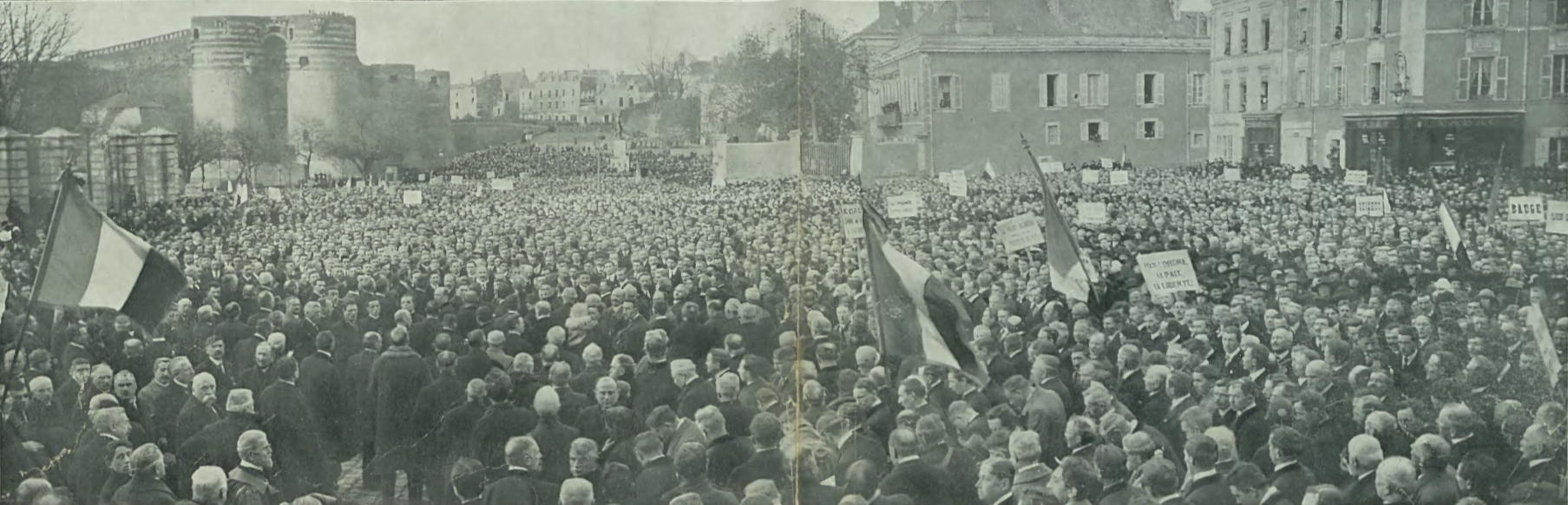
Manifestation du 8 mars 1925, au moment du Credo, sur la place Saint-Laud d'Angers.

Le 8 mars 1925, 50 000 manifestants catholiques s'assemblent sur le stade d'Angers avec « une organisation merveilleuse, une discipline impressionnante », selon les mots du journaliste de L'Illustration. À la tribune, établie au bord du stade, se succèdent cinq orateurs : le docteur Cocard, président de la Ligue catholique angevine, Dominique Delahaye, sénateur monarchiste du Maine-et-Loire, Alfred Oberkirch, député catholique du Bas-Rhin, le général de Castelnau et enfin Mgr Rumeau, évêque d'Angers. Le discours d'Oberkich fait forte impression sur la foule, surtout lorsqu'il évoque l'abolition du Concordat dans les départements d'Alsace-Moselle : « La France a promis. Ne tiendra t-elle pas sa promesse ? Son baiser fraternel ne peut pas être un baiser de Judas ». Le général de Castelnau, quant à lui, tient à maintenir la manifestation sous le signe de la légalité. Ainsi, il déclare :

« Nous ne faisons point de politique. Nous ne sommes pas un parti. Avant d'être républicains ou royalistes, nous sommes catholiques. Nous avons comme tels des revendications à faire accueillir. Les associations de fonctionnaires donnent l'exemple. Elle votent pour qui les sert et contre qui les gêne. Faisons de même. C'est bien notre droit, j'imagine. »

Les discours terminés, les manifestants convergent vers la place Saint-Laud, où ils retrouvent quelques milliers de femmes, et, ensemble, entonnent le Credo catholique, reçoivent la bénédiction, et se dispersent paisiblement. 

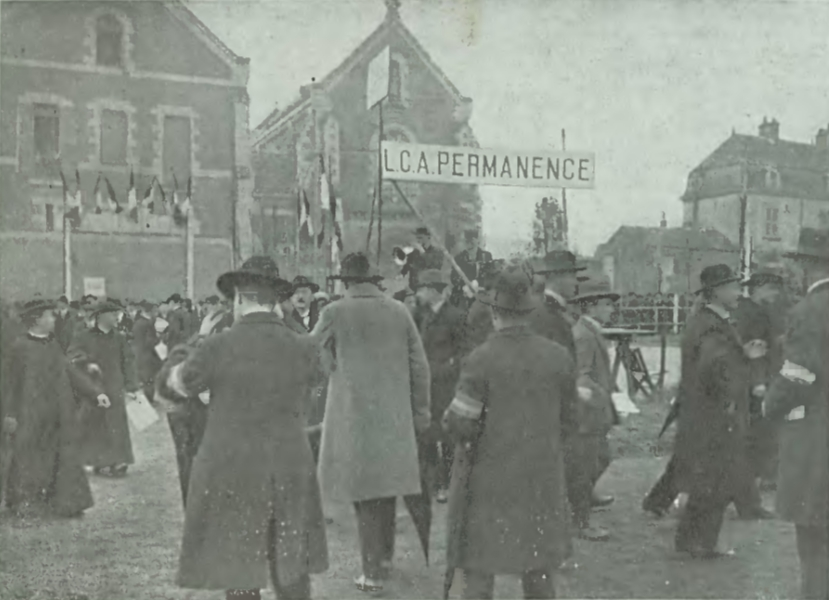
Permanence de la Ligue des catholiques d'Anjou à la manifestation d'Angers.
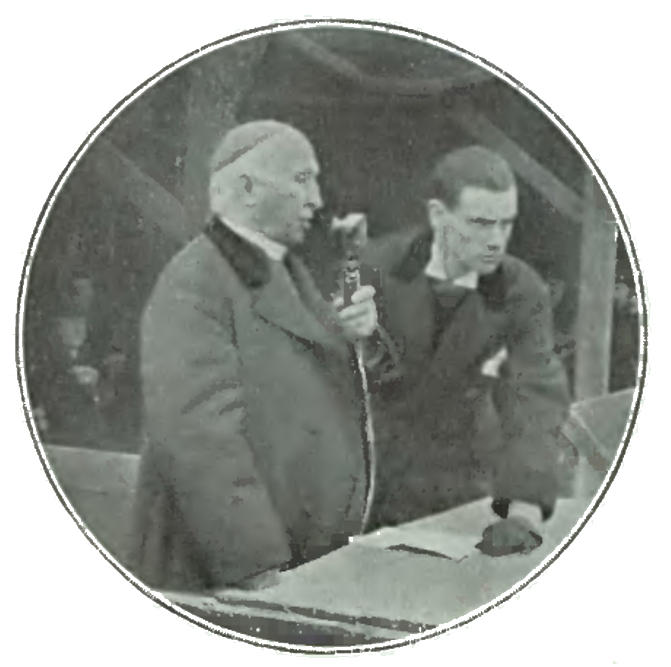
Mgr Rumeau, évêque d'Angers, s'adresse à la foule.
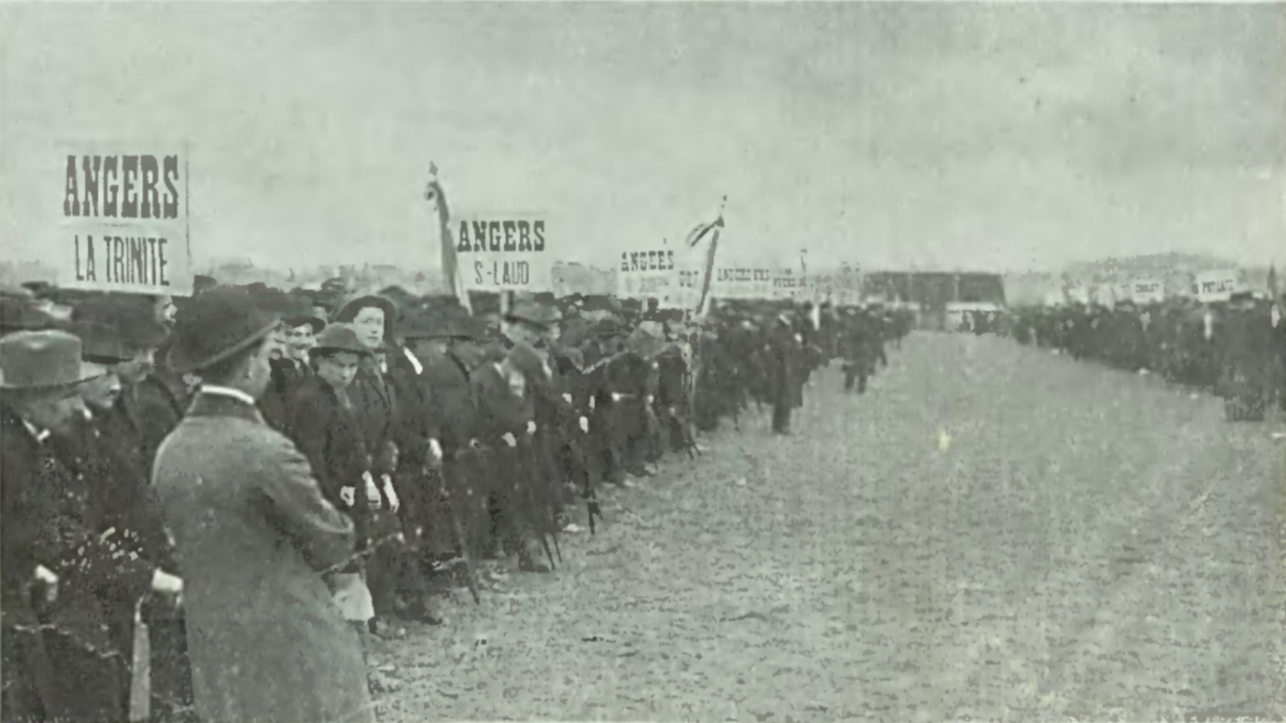
Les catholiques de l'Anjou attendant l'arrivée du général de Castelnau.
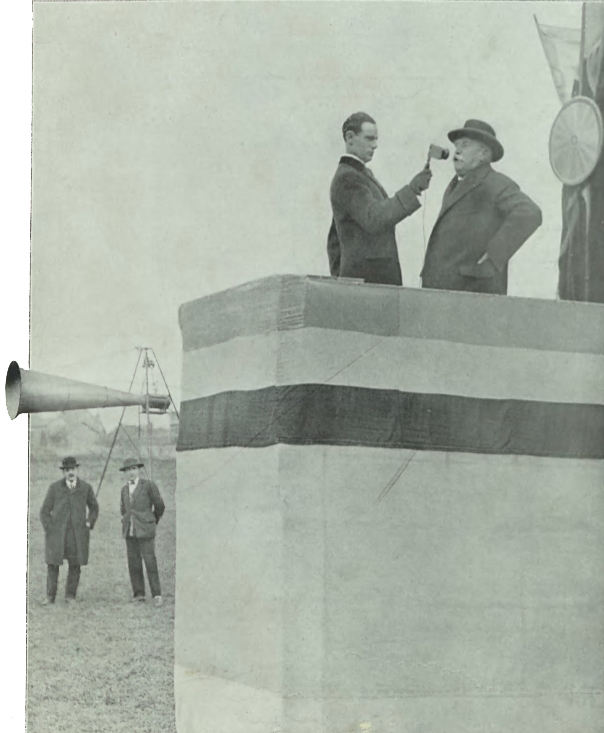
Le général de Castelnau à la tribune.

En parallèle de la manifestation d'Angers se déroulent d'autres rassemblements d'importance : 30 000 catholiques manifestent à Saint-Brieuc, 8 000 à Saint-Lô et 20 000 dans d'autres villes, portant le total de manifestants à au moins 108 000.

### Déclarationdes cardinaux et archevêques (10 mars 1925)
Le 10 mars 1925, l'Assemblée des cardinaux et archevêques de France publie la Déclaration sur les lois dites de laïcité et les mesures à prendre pour les combattre, un texte qui, dans la droite ligne des condamnations de la laïcité par Pie X et Pie XI, prend acte du militantisme des catholiques et les encourage à poursuivre la lutte au sein de la Fédération nationale catholique jusqu'à ce qu'ils aient obtenu justice, :

« [L]a majorité des catholiques vraiment attachés à leur foi demande qu'on adopte une attitude plus militante et plus énergique. Elle demande que, sur tous les terrains, dans toutes les régions du pays, on déclare ouvertement et unanimement la guerre au laïcisme et à ses principes jusqu'à l'abolition des lois iniques qui en émanent ; que, pour réussir, on se serve de toutes les armes légitimes. [...] Jamais peut-être, depuis cinquante ans, l'heure n'a parue aussi propice. À la laisser passer, sans en profiter, il semble bien que nous trahirions la Providence. »

Le document — semble t-il inspiré par le père Marie-Albert Janvier, vice-président de la FNC — contribue à galvaniser les militants catholiques et entretient l'intensité du mouvement.

### Poursuite des manifestations jusqu'en 1927
Le 23 mars 1925, 40 000 catholiques manifestent à Vannes.
Le 5 septembre 1926 a lieu une manifestation à Autun. Un ordre du jour est proposé à la foule et acclamé par elle.
Le 5 avril 1926, 70 000 catholiques manifestent à Nancy, en plein air aux abords de la ville.
Le 7 mars 1927, 15 000 catholiques manifestent à Laval, sur la place du Hercé.
Le 8 mai 1927, la manifestation organisée à Épinal s'arrête devant la statue de Jeanne d'Arc pour lui rendre hommage, sa canonisation étant relativement récente (1920).
Le 15 mai 1927, 20 000 catholiques manifestent à Besançon.
Le 29 mai 1927, 40 000 catholiques manifestent à Voiron.

## Conséquences
le gouvernement français capitule en rase campagne. Le Concordat napoléonien est maintenu en Alsace-Lorraine, les relations diplomatiques avec le St Siège sont maintenues, et les Congrégations religieuses restent en France. 